# Procambarus franzi
Procambarus franzi, the Orange Lake cave crayfish, là một loài tôm sông trong họ Cambaridae. Nó là loài đặc hữu của hai dạng động ở Quận Marion, Florida.